# Kemphyra
Kemphyra is een geslacht van kreeftachtigen uit de klasse van de Malacostraca (hogere kreeftachtigen).

## Soort
- Kemphyra corallina (A.Milne-Edwards, 1883)